# Línguas dravídicas
Línguas dravídicas ou dravidianas são uma família linguística que incluem aproximadamente 73 línguas faladas no sul da Índia e nordeste do Sri Lanka, além de certas partes do Paquistão, Nepal, Bangladesh, regiões oriental e central da Índia, Afeganistão e Irã. As línguas dravídicas são faladas por mais de 200 milhões de pessoas. Essas línguas não estão relacionadas àquelas da família indo-europeia. Entre as línguas dravídicas incluem-se o tâmil, o malaiala, o canará e o telugo (todas essas línguas oficiais da Índia), entre outras.

## Origens da palavradravidiano
A palavra dravidiano foi primeiramente empregada por Robert Caldwell em seu livro de gramática comparativa dravidiana baseada no uso da palavra em sânscrito drāviḍa no trabalho Tantravārttika por Kumārila Bhaṭṭa (Zvelebil 1990:xx).